# 山川惣治

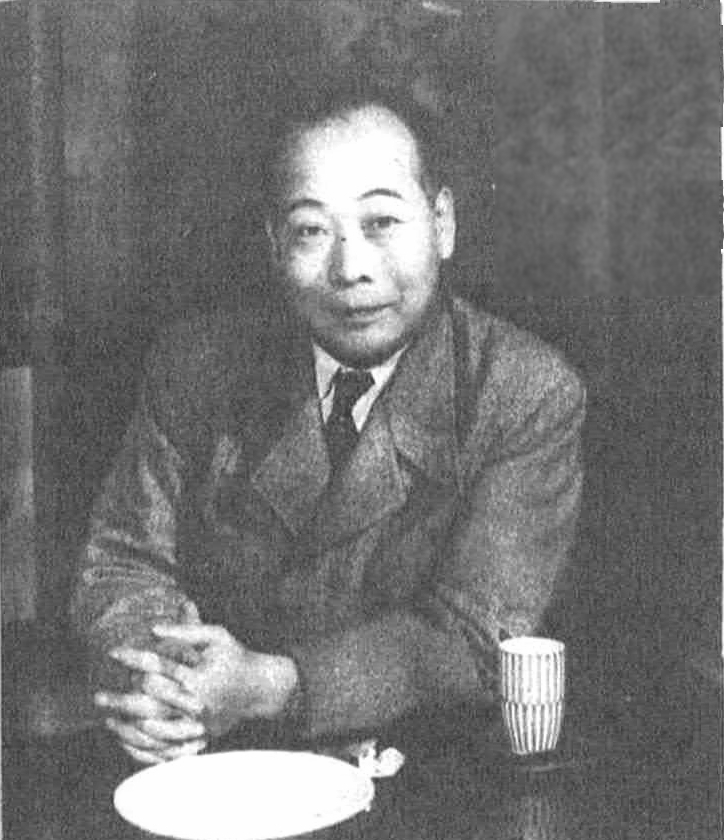
読売新聞社『家庭よみうり』372号（1954年）より

山川 惣治（やまかわ そうじ、1908年2月28日 - 1992年12月17日）は、主に昭和20年代（1945年から1954年）から昭和30年代（1955年から1964年）に活躍した絵物語作家。

## 来歴
福島県郡山市生まれ。戦前より紙芝居作家として、戦後は絵物語作家として多くの作品を発表した。
昭和6年より紙芝居作成を始め、昭和7年より書いた『少年タイガー』が爆発的にヒットし、当時、紙芝居界の絶対的トップ作品であった『黄金バット』を抜いたとされる。少年タイガーには敵役としてブラック・サタンなる怪人物が登場するが、大きな翼と全身黒ずくめのマスク姿といういでたちがバットマンに酷似していると指摘される事がある。ちなみにブラック・サタンの登場は昭和7年（1932年）であり、バットマンが初めて登場した1939年より7年前である。
1939年（昭和14年）、文部省主催の日本紙芝居コンクールで一等入選をはたす。それをみた「少年倶楽部」の編集長須藤憲三が原稿を依頼。以降同誌に「誌上紙芝居」と銘打って、同年7月号から1942年（昭和17年）1月号まで、短編の絵物語を多数執筆した。その傾向は、戦記と偉人の伝記に分かれる。ちょうど内務省による児童出版統制（1938年）の直後であり、漫画に代わる視覚的物語としての役割をはたした。
終戦直後の1945年より作成した紙芝居『少年王者』が小学館二代目社長相賀徹夫の目に留まり、1947年に休眠中の子会社であった集英社より絵物語として単行本で描き下ろしたところ大ヒット。集英社は『少年王者』によって漫画出版社としての経営の礎を築き、『少年王者』を看板作品として『おもしろブック』を創刊した。山川惣治は小松崎茂や福島鉄次らと共に、戦後1950年代前半の月刊少年雑誌の絵物語ブームを牽引する絵物語作家の代表格として活躍した。
1949年から『漫画少年』で連載した『ノックアウトQ』は、少年時代に親友だったボクサー木村久をモデルにし、梶原一騎が少年時代に感化院でこれを読んで感動した体験が、ボクシング漫画『あしたのジョー』の原作を引き受けた背景になっている。
特に1951年より産業経済新聞（産経新聞）にて連載された『少年ケニヤ』は大きなブームを呼び、後に漫画・ラジオ・テレビ・アニメ・映画化された。
1954年には長者番付で画家部門の1位になるが、絵物語は1950年代後半になるとコマ割り漫画の人気にとって代わられて人気が退潮。山川は絵物語の復権の夢をかけて、1967年にタイガー書房を設立して、8月から絵物語雑誌『ワイルド』を創刊するが、1968年に廃刊し、タイガー書房も倒産して、山川は財産を失い、借金返済の為、新宿区筑土八幡町の豪邸を売却、世田谷区上用賀に転居。
この後、山川は第一線を退いて、横浜市根岸で「ドルフィン」というレストランを経営して過ごすようになる。ちなみに、このドルフィンは、荒井由実が女子高生時代に八王子から電車を乗り継いで通い、初期の名曲「海を見ていた午後」に　“山手のドルフィンは、静かなレストラン。晴れた午後には、遠く三浦岬も見える”と歌ったことでも知られている。
1982年秋頃に山川は手形詐欺にあいドルフィンは破産。一家は離散し借金に追われる惣治夫妻は新小岩など住居を転々とする。
1983年山川の窮状を知った角川春樹の即断即決で角川書店にて大量の復刻版文庫と映画によるメディアミックスが開始される。新創刊の月刊誌「小説王」にて15年ぶりの新作「十三妹」連載。角川の用意した新宿区津久戸町のマンションに転居。
1984年に角川書店が『少年ケニヤ』をアニメ映画化。山川自身も実写部分に登場した。
1985年千葉県成田市橋賀台に転居。
1987年千葉県佐倉市宮ノ台に転居。
1992年佐倉市宮ノ台のマンション 開かれた「山川惣治・高橋真琴チャリティー絵画展」初日に横尾忠則が来場し山川に作品を依頼。12月に受け取った2作品の内、1点は未完であった。12月17日、心不全のため、千葉県八千代市内の病院にて死去。享年84。

## 主な絵物語作品
- 『少年王者』
- 『銀星』
- 『ジャングル少年』
- 『鉄のみち』
- 『少年ケニヤ』
- 『豹少年』
- 『ノックアウトQ』
- 『虎の人』
- 『燃えるアリゾナ』
- 『魔獸トルーガ』
- 『サーカスボーイ』
- 『海のサブー』
- 『幽霊牧場』
- 『怪人シムーン』（砂漠とピラミッド）
- 『小さなミル子』
- 『荒野の少年』 - 後に川崎のぼるが『荒野の少年イサム』として漫画化。同作はテレビアニメ化された。
- 『象少年』
- 『山の子トマ』
- 『豪勇金時』
- 『ジャングル巨人』
- 『白象姫』
- 『ゴリラ・ボンゴ』
- 『前世紀少年サピン』
- 『中野源治の冒険』
- 『少年タイガー』
- 『嵐源平』
- 『レトロと巨象』
- 『山の荒太郎』
- 『ケニヤのひとみ』
- 『西遊記』
- 『こうもり小太郎』
- 『白鯨』
- 『爆弾サーカス』
- 『少年ウルフ』
- 『新少年王者』
- 『嵐雲児新九郎』
- 『柔道山脈』
- 『海底の古寺』
- 『少年フラッシュ』
- 『少年エース』『続・少年エース』
- 『暗黒大陸の光』
- 『魔のサク・タイガー』
- 『ぽちとライオン』
- 『少年イーグル』
- 『密林の叫び』
- 『ポール・バニアンのぼうけん』
- 『少年バブーン』
- 『ペイコス・ビルのぼうけん』
- 『密林の王者（第一話）』
- 『少年恐竜』
- 『ハヤワサのぼうけん』
- 『少年信長』
- 『たいようの子オキクルミ』
- 『そんごくう』
- 『少年シャーク』
- 『ジャングルのけっとう』
- 『太郎のぼうけん』
- 『太陽の子サンナイン』
- 『少年パゴダ』
- 『ロングのぼうけん』
- 『進めビリー』
- 『月の山脈』
- 『黄金の地底怪人』
- 『走れサランガ』
- 『アステカ』
- 『密林の冒険児トレーダ・ホーン』
- 『御次男捕物帖・雪女』
- 『少年バーバリアン』
- 『狼王ロボ』
- 『指輪』
- 『きょうりゅうじま』
- 『十三妹』
- 『太郎の冒険旅行』 - 挿絵のみ担当（原作は戸川幸夫）。国際情報社『こども科学館』シリーズにて連載。